# Joan Olivares
Joan Olivares i Alfonso (Otos, 1956) es profesor y escritor español en lengua valenciana. Licenciado en Física teórica, trabaja enseñando matemáticas en un centro de enseñanza secundaria en Albaida. En 2005 ganó el Premio Andròmina de narrativa por L'estrep (El estribo)

## Obras

### Narrativa corta
- El sostre de palla
- Ultratge (2012)
- El Gatet d'Otos

### Infantil
- El llenyater del Benicadell
- La Teua àvia és una crack de les mates
- I tu, què fas contra el canvi climàtic?

### Novela
- Dies de verema (1998) (Premio la Vall d'Albaida de narrativa erótica)
- Vespres de sang : vint-i-quatre almuds (2000) (Premio de Novela Ciudad de Alcira)
- L'estrep (2005) (Premio Andròmina de narrativa)
- Pana negra (2007) (Premio Constantí Llombart de narrativa)
- Pell de pruna (2008) (Premio la Vall d'Albaida de narrativa erótica)
- El metge del rei (2015) (Premio Enric Valor de novel·la en valencià)